# Toma Mugea
Toma T. Mugea (n. 7 decembrie 1953, București) este un medic chirurg, profesor universitar de chirurgie estetică la  Facultatea de Medicină și Farmacie, Universitatea Oradea, fondatorul primei clinici de chirurgie estetică din România.

## Copilărie și adolescență
Născut al doilea fiu, între Nicolaie, mai mare cu 2 ani și Marian, mai mic cu 2 ani, al lui Toma, inginer în telecomunicații, originar din Ștefan Vodă, Călărași, și Maria-Eufrosina, croitoreasă, originară din Prejmer, Brașov, domiciliați la acea dată în Ferentari. Străbunicii din partea tatălui, alături de alți consăteni, originari din Comuna Câineni, Vâlcea, au luptat ca voluntari pentru independența Regatului Rămân și au primit din partea regelui pământ în zona Ialomitei, formând cele două sate cu nume de rezonanță istorică, Ștefan Vodă și Dragoș Vodă. 
Datorită serviciului tatălui său la Bacău și Suceava, familia se mută de mai multe ori, apoi se stabilește la Brașov unde termină studiile la  colegiul “Andrei Șaguna”. În anul 1972 este admis la, pe atunci, Institutul de Medicină și Farmacie “Carol Davila” din București, Facultatea de Medicină Militară, pe care o absolvă în 1978 cu lucrarea de diplomă “Rolul AMP Ciclic în reglarea Bioenergeticii Celulare și Posibila sa Implicare în Procesul de Cancerogeneza”. 
Este admis în 1977 prin concurs, ca și intern al spitalelor, secția chirurgie, la Spitalul Militar Central, București, iar la final, în 1980 este numit ca asistent stagiar la Catedra Chirurgie a Facultății de Medicină Militară, lucrând sub coordonarea profesorilor Gheorghe Niculescu, Traian Oancea, Traian Bandila și Virgil Candea.În 1983 urmează cursurile de chirurgie plastică și reconstructivă la Clinica Prof. Agrippa Ionescu.

## Activitate medicală și academică
Din 1985 este angajat ca și căpitan medic specialist în chirurgie generală la Spitalul Militar Cluj-Napoca. 
Admis prin concurs la doctorat în februarie 1989, cu teza “Probleme Metabolice la Arsi” sub conducerea lui Agrippa Ionescu, pe care o finalizează în 1992, după un stagiu de un an ca bursier al Societatii Britanice a Chirurgilor Plasticieni. Astfel a realizat pentru prima dată în România și estul Europei Cultura de Keratocite cu aplicare clinică. Este medic primar în chirurgie generală și chirurgie plastică.
Inventează o tehnică nouă de măririe a sânului, astfel încât sânul, în urma operației urmează un contur natural, anatomic și estetic.
Din 2002 este Profesor de chirurgie plastică și estetica la Facultatea de Medicină și Farmacie, Universitatea Oradea. 
În 1993 a înființat Med Estet, prima clinică din România cu activitate privată în chirurgia estetică, realizând primele consultații și intervenții în București, urmând că în 1995 să deschidă clinica Med Estet din Cluj-Napoca, înregistrând marca Med-Estet la OSIM în 1996.
Este fondatorul și președintele Societății Română de Chirurgie Estetică, înființată în 1994 la Cluj-Napoca

## Publicații
Publică peste 260 de lucrări științifice, și în 2015 apare "Aesthetic Surgery of the Breast"

## Societăți
- Fondator al Societăți Române de Chirurgie Estetică, 1994
- Președinte de onoare al Societății Române de Chirurgie Estetică
- Membru fondator al Asociației Chirurgilor Plasticieni din România
- Membru de Onoare al Asociației Chirurgilor Plasticieni din România
- Președinte al "European Association of Aesthetic Plastic Surgery Societies", 2015-2017
- Președintele Clubului Pentru excelentă în Chirurgie Estetică

## Cosmetică
Crează seria de produse cosmetice "Glycon", bazată pe posibilitățiile Acidului Glicolic de a slăbi proprietățiile lipidelor care leagă celulele moarte din stratul superior al Epidermei. 
Inaugurează, în Septembrie 2012, un centru de cosmetică medicală în București, în cartierul Pipera.

## Agricultură
Toma Mugea, este atras de obiceiurile românești, și decide să achiziționeze câteva oi, iar după un deceniu ajunge să aibă propria marcă de produse lactate, și câteva sute de ovine.